# Palaui nyelv
A palaui nyelvet Nyugat-Polinéziában beszélik közel 30 ezren.
Palaun hivatalos nyelv.

## Kifejezések
| Palaui             | Magyar                      | Kiejtés           |
| ------------------ | --------------------------- | ----------------- |
| alii               | helló                       | alii              |
| ungil Tutau        | jó reggelt                  | ungil tutoh       |
| Ungil Chodechosong | Jó napot (csak délután)     | ungil othosong    |
| Ungil Kebesengei   | jó estét                    | ungil kebbasungai |
| dorael             | menjünk                     | dorail            |
| Ke ua ngerang?     | Hogy van Ön?                | ka wanggarang     |
| Sulang             | köszönöm                    | sulang            |
| Ak morolung        | Én megyek (Viszont látásra) | ak morolong       |
| Ngtecha ngklem?    | Hogy hívják Önt?            | ngete ahngklemm   |
| A ngklek a____     | Engem ____ hívnak           | ahngkleka         |
| Ngteland a cheral? | Mennyibe kerül              | ngtela arahl      |
| Choi, O' Oi        | igen                        | oh oy             |
| Ng diak            | nem                         | in diak           |
| Mei                | Jöjjön!                     | mei               |
| Bo momengur        | Egyen valamit!              | bo momungor       |